# Karl-Heinz Kago

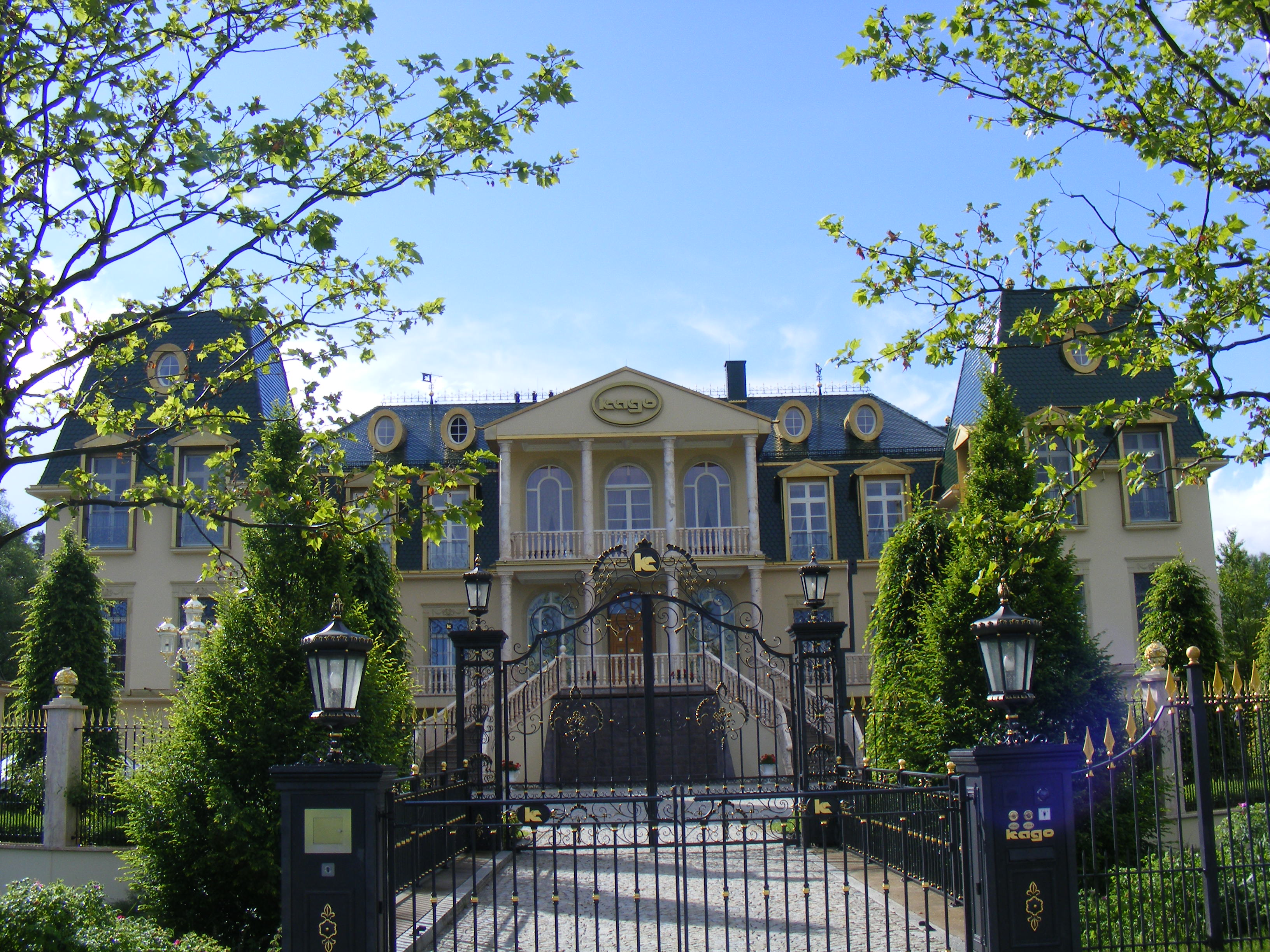
Ehemaliges Wohnhaus „Kago-Schloss“ in Postbauer-Heng

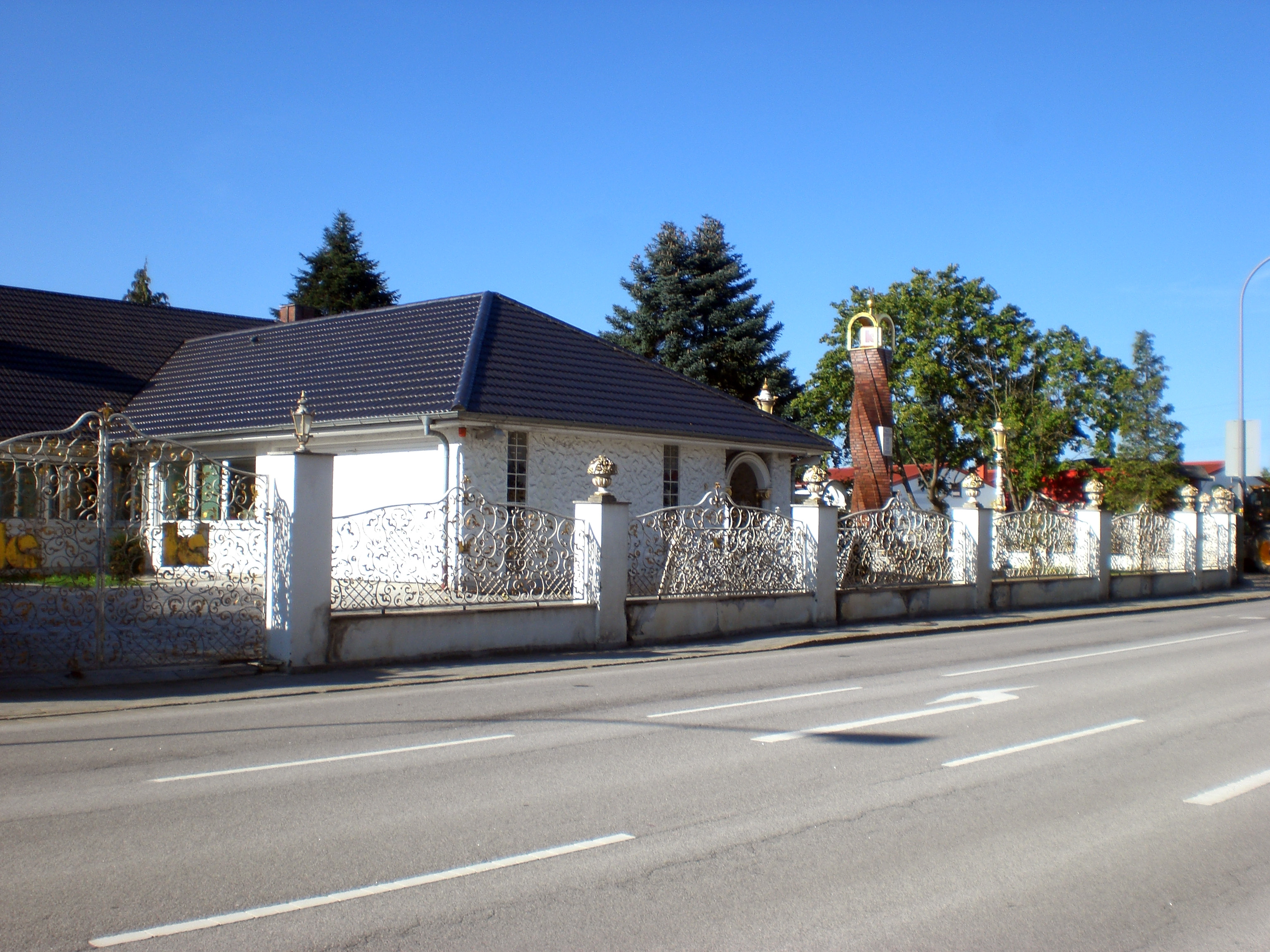
Das ehemalige Wohnhaus und Geschäftsbüro in Postbauer-Heng

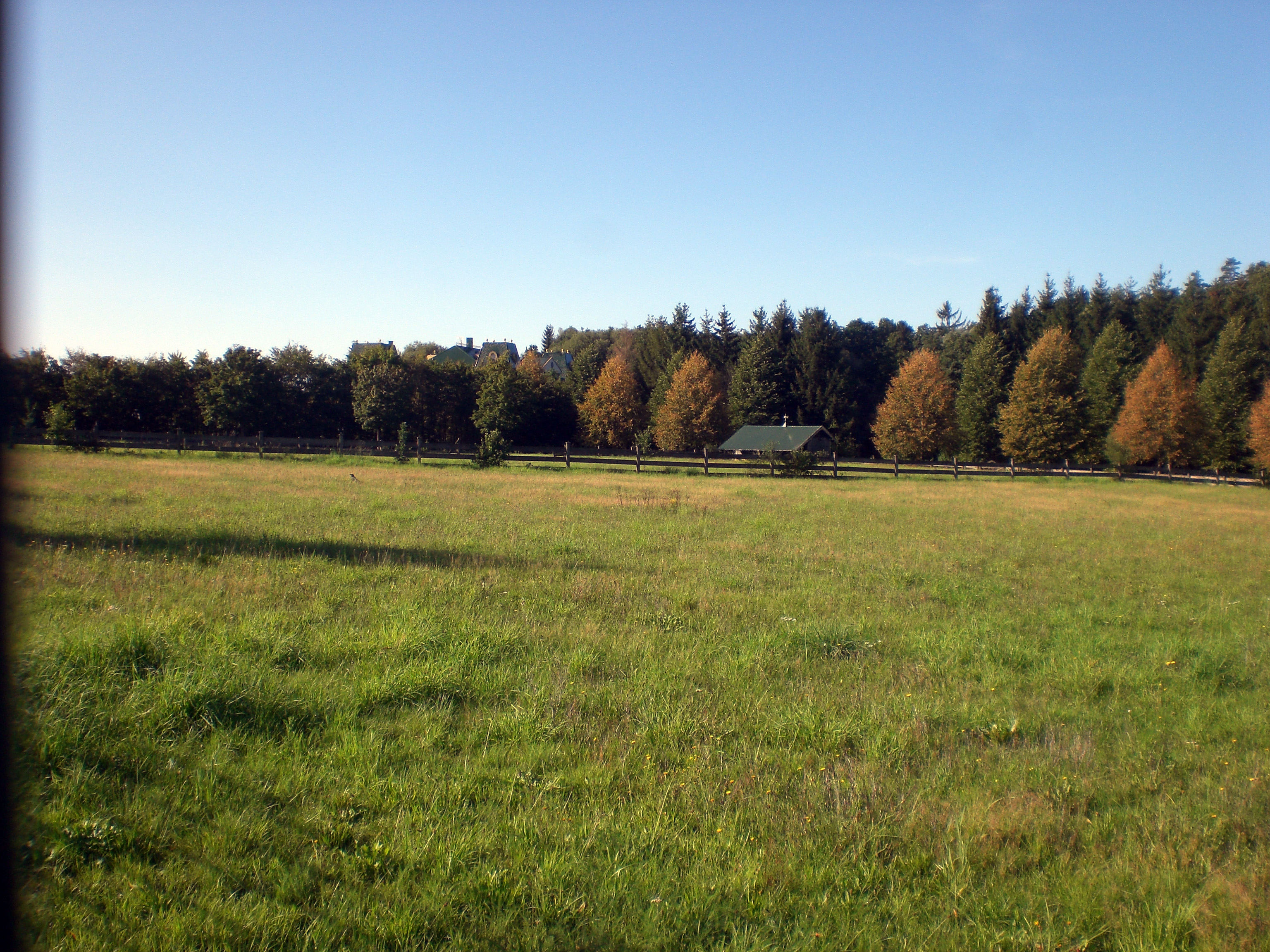
Gelände des ehemaligen Privatzoos

Karl-Heinz Kago (früher Karl-Heinz Gonschorowski; * 26. September 1941 in Stendal; † 13. März 2021) war ein deutscher Ofenbauunternehmer und Gründer des Unternehmens Kago.

## Leben
Gonschorowski wuchs als Waisenkind bei seiner Großmutter in Stendal auf und machte eine Ausbildung zum Fabrikschornsteinmaurer. 1968 flüchtete er aus der damaligen DDR in die Bundesrepublik Deutschland und gründete 1972 zusammen mit einem Mitarbeiter seine Ofenbaufirma in Postbauer-Heng bei Neumarkt in der Oberpfalz, die binnen weniger Jahre zu einem Großunternehmen mit zeitweise über 2000 Mitarbeitern wurde. Ende der 1980er Jahre nahm er den Namen seiner Firma als Familiennamen an. Im Jahr 2006 wurde ihm die Ehrendoktorwürde der Universität im slowakischen Banská Bystrica verliehen.
Kago war mit der aus Metz gebürtigen Französin Lucie Kago verheiratet. Ihr Sohn Pierre war von 2006 bis 2010 Geschäftsführer des Familienunternehmens.
Kago besaß in Postbauer-Heng 72 Häuser und bewohnte eine Villa, deren Architektur an ein französisches Loire-Schloss erinnern sollte. Lokal wird das Gebäude scherzhaft als Playmobil-Haus oder Barbie-Schloss bezeichnet. Er unternahm Ausfahrten in vier- und sechsspännigen Kutschen und unterhielt einen Privatzoo; er übernahm die Finanzierung der Neugestaltung des Marktplatzes, die für den Erhalt des Markteswürde erforderlich war, sanierte und unterhielt das kostenlose ortseigene Schwimmbad. Er ist wegen Titelmissbrauchs, Urkundenfälschung und Steuerhinterziehung vorbestraft. Im Dezember 2007 wurde der leidenschaftliche Jäger wegen Verstoßes gegen das Kriegswaffenkontrollgesetz zu einer Freiheitsstrafe von anderthalb Jahren auf Bewährung verurteilt. Nach Medienberichten der Süddeutschen Zeitung wurde gegen Karl-Heinz Kago wegen Beschäftigung von Schwarzarbeitern ermittelt. Mitte Januar 2009 durchsuchten mehr als hundert Beamte bundesweit Firmen- und Privaträume von Karl-Heinz und Pierre Kago, Geschäftsführer der Kago-Kamine-Kachelofen GmbH. Den beiden wird vorgeworfen, Sozialversicherungsbeiträge für Mitarbeiter nicht ordnungsgemäß abgeführt zu haben.
Kago musste 2010 Insolvenz anmelden. Das Unternehmen wurde von anderen Investoren übernommen und weitergeführt. Die schlossartige Villa in Postbauer-Heng stand bei Sotheby’s zum Verkauf, konnte jedoch zuerst nicht verkauft werden. 2016 wurde sie für 5 Millionen Euro versteigert.
Ersteigert wurde es vom Unternehmer Sveta Todotrovic. Geplant waren u. a. dort eine Klinik für Krebskranke oder ein Hotel zu betreiben. Auch machten Gerüchte über eine Nutzung als Bordell oder Swingerclub die Runde. 2023 möchte der Unternehmer das ungenutzte Anwesen wieder verkaufen. Der Verkehrswert wird dabei mit 10 Millionen Euro angegeben.
Mehrmals geriet der Unternehmer mit dem Gesetz in Konflikt, etwa wegen Urkundenfälschung, Titelmissbrauchs und Steuerhinterziehung. Im Dezember 2007 verurteilte ihn das Amtsgericht Neumarkt zu einer Bewährungsstrafe wegen Verstoßes gegen das Kriegswaffenkontrollgesetz; Steuerfahnder hatten bei einer Schlossdurchsuchung Kriegsgerät gefunden. Im Januar 2012 wurde Kago gemeinsam mit seinem Adoptivsohn Pierre Kago wegen Schwarzarbeit bzw. Sozialbetrug angeklagt. Kago soll, so die Anklage jahrelang Schwarzarbeiter – vor allem aus Osteuropa – in seinem mittlerweile geschlossenen Privatzoo und dem Holzwerk beschäftigt haben. Er erhielt eine Bewährungsstrafe und 7200 Euro Geldstrafe.